# Wendell Moore
Wendell Horace Moore Jr., né le 18 septembre 2001 à Richmond en Virginie, est un joueur américain de basket-ball. Il mesure 1,94 m, et évolue aux postes d'arrière et ailier.

## Biographie

### Carrière universitaire
Entre 2019 et 2022, il joue pour les Blue Devils à l'université Duke. 
Il dispute le Final Four de la March Madness 2022 lors de sa dernière saison, les Blue Devils de Wendell Moore se font éliminer en demi-finale par les Tar Heels de la Caroline du Nord.
Moore est reconnu pour ses qualités défensives, son jeu complet et sa bonne réussite au tir à trois points (41 % lors de sa dernière saison universitaire).

### Carrière professionnelle

#### Timberwolves du Minnesota (2022-2024)
Lors de la draft 2022, il est choisi en 26e position par les Mavericks de Dallas, il est ensuite échangé aux Timberwolves du Minnesota.

#### Pistons de Détroit (2024-février 2025)
En juin 2024, il est transféré aux Pistons de Détroit contre un choix de draft[réf. souhaitée]. Il est coupé en février 2025.

#### Hornets de Charlotte (depuis février 2025)
Le 15 février 2025, il signe un contrat two-way avec les Hornets de Charlotte.

## Palmarès

### Lycée
- McDonald's All-American en 2019
- Jordan Brand Classic en 2019
- Nike Hoop Summit en 2019
- North Carolina Mr. Basketball en 2019

### Universitaire
- Julius Erving Award en 2022
- ACC All-Defensive Team en 2022
- Second-team All-ACC en 2022

## Statistiques
gras = ses meilleures performances

### Universitaires
| Saison    | Équipe   | Matchs | Titul. | Min./m | % Tir | % 3pts | % LF | Rbds/m. | Pass/m. | Int/m. | Ctr/m. | Pts/m. |
| --------- | -------- | ------ | ------ | ------ | ----- | ------ | ---- | ------- | ------- | ------ | ------ | ------ |
| 2019-2020 | Duke     | 25     | 11     | 24,0   | 41,6  | 21,1   | 80,6 | 4,24    | 1,88    | 0,88   | 0,24   | 7,44   |
| 2020-2021 | Duke     | 24     | 18     | 27,7   | 41,7  | 30,1   | 84,8 | 4,75    | 2,67    | 1,21   | 0,17   | 9,71   |
| 2021-2022 | Duke     | 39     | 39     | 33,9   | 50,0  | 41,3   | 80,5 | 5,31    | 4,41    | 1,41   | 0,21   | 13,41  |
| Carrière  | Carrière | 88     | 68     | 29,4   | 45,9  | 35,8   | 81,4 | 4,85    | 3,22    | 1,20   | 0,20   | 10,70  |

## Records sur une rencontre en NBA
Les records personnels de Wendell Moore en NBA sont les suivants, :
| Type de statistique        | Saison régulière | Saison régulière          | Saison régulière |
| Type de statistique        | Record           | Adversaire                | Date             |
| -------------------------- | ---------------- | ------------------------- | ---------------- |
| Points                     | 9                | Thunder d'Oklahoma City   | 3 décembre 2022  |
| Paniers marqués            | 4                | Thunder d'Oklahoma City   | 3 décembre 2022  |
| Paniers tentés             | 6                | 2 fois                    | 2 fois           |
| Paniers à 3 points réussis | 1                | 2 fois                    | 2 fois           |
| Paniers à 3 points tentés  | 3                | 2 fois                    | 2 fois           |
| Lancers francs réussis     | 2                | 2 fois                    | 2 fois           |
| Lancers francs tentés      | 2                | 2 fois                    | 2 fois           |
| Rebonds offensifs          | 1                | 3 fois                    | 3 fois           |
| Rebonds défensifs          | 2                | 4 fois                    | 4 fois           |
| Rebonds totaux             | 3                | Grizzlies de Memphis      | 30 novembre 2022 |
| Passes décisives           | 5                | @ Nuggets de Denver       | 7 février 2023   |
| Interceptions              | 2                | @ Clippers de Los Angeles | 14 décembre 2022 |
| Contres                    | 1                | 5 fois                    | 5 fois           |
| Balles perdues             | 2                | Thunder d'Oklahoma City   | 3 décembre 2022  |
| Minutes jouées             | 20               | Grizzlies de Memphis      | 30 novembre 2022 |

- Double-double : 0
- Triple-double : 0

Dernière mise à jour : 17 mars 2023